# Terizinosàurids
Els terizinosàurids (Therizinosauridae) constitueixen una família de dinosaures teròpodes herbívors o omnívors. Les restes fòssils de terizinosàurids s'han trobat en els dipòsits del Cretaci mitjà-superior de Mongòlia, Xina, i Estats Units.

## Descripció
Els terizinosàurids eren teròpodes herbívors que es caracteritzen per posseir grans membres davanters acabats en llargues arpes, torsos amples, potes amb quatre dits, un cap petit sostingut per un coll llarg, punta de les mandibulas desdentadas i corneas, dents petites en la part posterior amb forma àmplia i comprimida, vertebres anterodorsales amb arcs neurales alts, costelles dorsals amples i un maluc semblant a la de les aus. La forma del maluc va poder facilitar el desenvolupament d'un intestí més llarg per poder digerir plantes. Donada la posició filogénetica i la coberta de filaments semblants a plomes descobertes en el beipiaosaure, resulta probable que els terizinosàurids (igual que tots els terizinosauroïdeu) presentessin aquests filaments.

## Classificació

### Taxonomia
- Família Therizinosauridae
  - Enigmosaurus
  - Erliansaurus
  - Erlikosaurus
  - Nanshiungosaurus
  - Neimongosaurus
  - Nothronychus
  - Segnosaurus
  - Suzhousaurus
  - Therizinosaurus (tipus)

### Filogènia
El cladograma presentat a continuació segueix l'anàlisi filogenètica de Phil Senter de l'any 2007.
|         | Segnosaurus                                                      |
|         |                                                                  |
| unnamed | \| \| Erlikosaurus \| \| \| \| \| \| Therizinosaurus \| \| \| \| |
|         | \| \| Erlikosaurus \| \| \| \| \| \| Therizinosaurus \| \| \| \| |
|         | Erlikosaurus                                                     |
|         |                                                                  |
|         | Therizinosaurus                                                  |
|         |                                                                  |

|  | Erlikosaurus    |
|  |                 |
|  | Therizinosaurus |
|  |                 |

|         | Segnosaurus                                                      |
|         |                                                                  |
| unnamed | \| \| Erlikosaurus \| \| \| \| \| \| Therizinosaurus \| \| \| \| |
|         | \| \| Erlikosaurus \| \| \| \| \| \| Therizinosaurus \| \| \| \| |
|         | Erlikosaurus                                                     |
|         |                                                                  |
|         | Therizinosaurus                                                  |
|         |                                                                  |

|  | Erlikosaurus    |
|  |                 |
|  | Therizinosaurus |
|  |                 |

|         | Segnosaurus                                                      |
|         |                                                                  |
| unnamed | \| \| Erlikosaurus \| \| \| \| \| \| Therizinosaurus \| \| \| \| |
|         | \| \| Erlikosaurus \| \| \| \| \| \| Therizinosaurus \| \| \| \| |
|         | Erlikosaurus                                                     |
|         |                                                                  |
|         | Therizinosaurus                                                  |
|         |                                                                  |

|  | Erlikosaurus    |
|  |                 |
|  | Therizinosaurus |
|  |                 |

|         | Segnosaurus                                                      |
|         |                                                                  |
| unnamed | \| \| Erlikosaurus \| \| \| \| \| \| Therizinosaurus \| \| \| \| |
|         | \| \| Erlikosaurus \| \| \| \| \| \| Therizinosaurus \| \| \| \| |
|         | Erlikosaurus                                                     |
|         |                                                                  |
|         | Therizinosaurus                                                  |
|         |                                                                  |

|  | Erlikosaurus    |
|  |                 |
|  | Therizinosaurus |
|  |                 |